# Fabián Rohena
Fabián Manuel Rohena Figueroa (5 gennaio 1994) è un pallavolista portoricano, centrale dei Mets de Guaynabo.

## Carriera

### Club
La carriera di Fabián Rohena inizia nei tornei scolastici portoricani, giocando con la Saint Francis School. Successivamente gioca a livello universitario nella Liga Atlética Interuniversitaria de Puerto Rico, vestendo prima la maglia della UPR Rio Piedras e poi della Turabo.
Nella stagione 2016-17 debutta da professionista nella Liga de Voleibol Superior Masculino, giocando per i Gigantes de Carolina, dove gioca per due annate. Nella LVSM 2018 difende i colori dei Llaneros de Toa Baja, mentre nell'edizione seguente del torneo gioca negli Indios de Mayagüez.
Dopo la cancellazione del campionato portoricano nel 2020, torna in campo nella Liga de Voleibol Superior Masculino 2021 con i Gigantes de Carolina. Fa quindi la sua prima esperienza all'estero, disputato la NVA 2022 con gli Utah Stingers, prima di essere ingaggiato dai Mets de Guaynabo per la Liga de Voleibol Superior Masculino 2022, conquistando lo scudetto.
Dopo aver partecipato alla NVA 2023 nuovamente con gli Utah Stingers, è di scena nella Liga de Voleibol Superior Masculino 2024 coi Mets de Guaynabo.

### Nazionale
Nel 2012 fa parte della nazionale portoricana Under-21 impegnata al campionato nordamericano.

## Palmarès

### Club
- Campionato portoricano: 1

2022